# Ministro presidente della Lituania
Il ministro presidente della Lituania (in lituano Ministras Pirmininkas) è il capo del governo della Repubblica di Lituania e presiede il Consiglio dei ministri. Viene nominato dal Presidente della Repubblica con il consenso del Seimas, il parlamento monocamerale lituano.
La moderna carica di ministro presidente fu istituita nel 1990, anche se il titolo ufficiale fu "presidente del Consiglio dei ministri" (Ministrų Tarybos Pirmininkė) fino al 25 novembre 1992. La sua creazione avvenne durante i tumulti che si verificarono prima e dopo il collasso dell'Unione Sovietica, e fu promossa da Sąjūdis, una coalizione multipartitica a favore dell'indipendenza della Lituania.
Storicamente, il titolo di ministro presidente fu utilizzato anche dal 1918 al 1940. Questo fu il periodo della prima Repubblica della Lituania, che durò dalla caduta dell'Impero russo fino all'annessione della nazione all'Unione Sovietica.

## Nomina
Il ministro presidente è nominato dal presidente della Repubblica con l'approvazione del Seimas, a maggioranza semplice. Ha quindi un periodo di quindici giorni, dalla data della sua nomina, per presentare il suo governo ai deputati e sollecitare un voto di fiducia sul suo programma.

## Ruolo e funzioni
Il ministro presidente rappresenta il governo lituano e ne dirige le attività. È quindi sua responsabilità convocare e presiedere il Consiglio dei ministri, nominare il segretario generale, gli alti funzionari e i sottosegretari, per formare gruppi di lavoro e commissioni interministeriali. Deve controfirmare le risoluzioni del governo con il ministro competente e i decreti del Presidente della Repubblica adottati in materia militare e diplomatica.